# Phylicia George
Phylicia George (Toronto, 16 de noviembre de 1987) es una deportista canadiense que compite en atletismo (carreras de velocidad) y bobsleigh (modalidad doble).
Participó en los Juegos Olímpicos de Pyeongchang 2018, obteniendo una medalla de bronce en la prueba doble (junto con Kaillie Humphries). Anteriormente compitió como atleta en dos Juegos Olímpicos de Verano, consiguiendo el quinto lugar en Londres 2012 (100 m vallas) y el séptimo en río de Janeiro 2016 (relevo 4 × 100 m).

## Palmarés internacional

### Bobsleigh
| Juegos Olímpicos | Juegos Olímpicos            | Juegos Olímpicos  | Juegos Olímpicos |
| Año              | Lugar                       | Medalla           | Prueba           |
| ---------------- | --------------------------- | ----------------- | ---------------- |
| 2018             | Pyeongchang (Corea del Sur) | Medalla de bronce | Doble            |